# Rue des Serruriers (Colmar)
Pour les articles homonymes, voir Rue des Serruriers.
La rue des Serruriers est une voie de la commune française de Colmar.

## Situation et accès
Cette voie de circulation, d'une longueur de 180 m (plus un décrochage de 30 m), se trouve dans le quartier centre.
On y accède par les rues des Boulangers, Saint-Nicolas, Saint-Martin, le passage Saint-Martin, le passage entre la rue des Marchands et la rue des Serruriers, les places de la cathédrale, des Dominicains et de l'École.
Cette voie n'est pas desservie par les bus de la TRACE.

## Bâtiments remarquables et lieux de mémoire
Dans cette rue se trouvent des édifices remarquables[Lesquels ?].

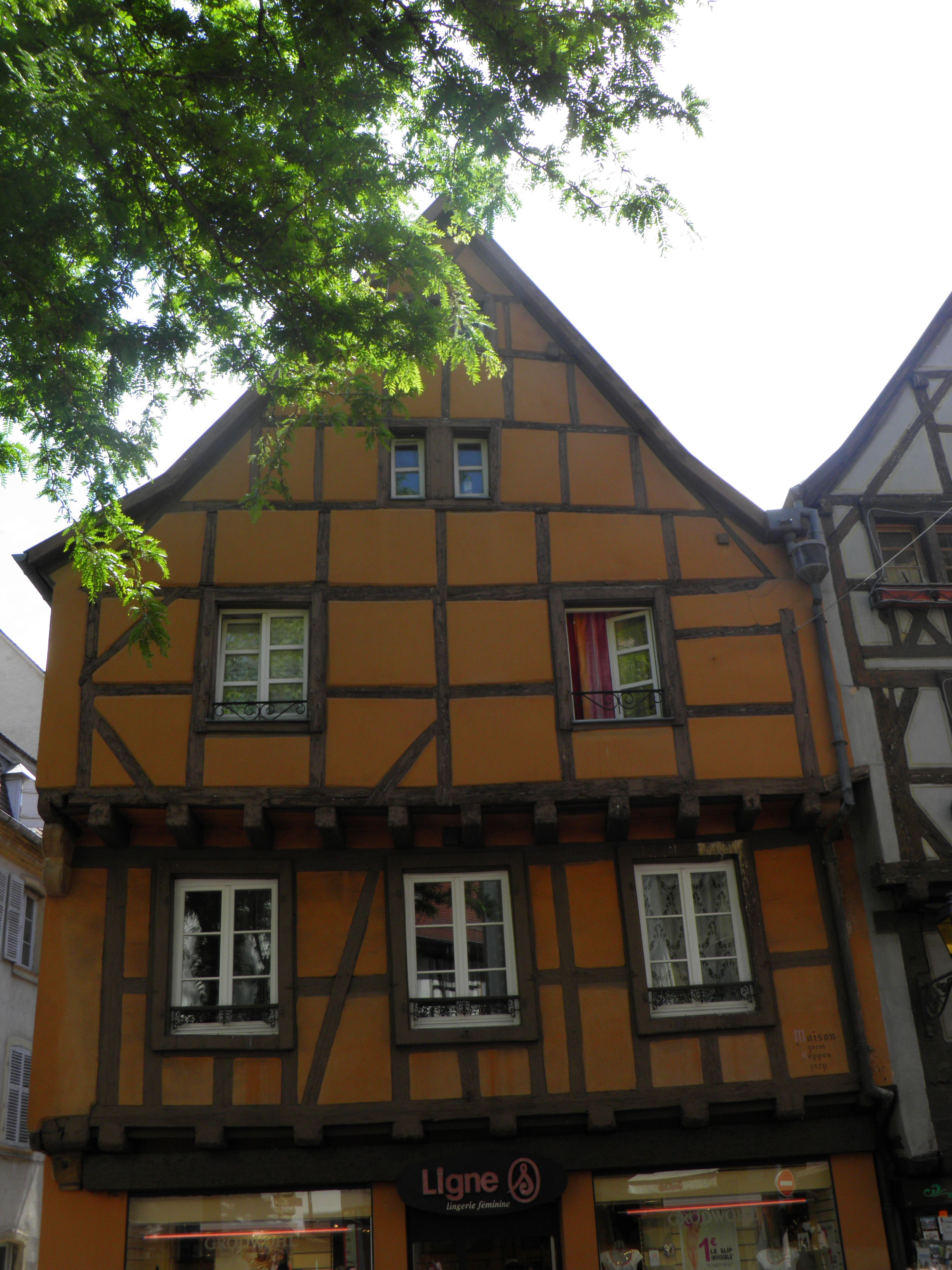
Maison zum Roppen (1379)